# 隐珠站
隐珠站，位于中华人民共和国山东省青島市黃島區東岳中路与朝陽山路交叉口地下，是青岛地铁13号线的地铁车站。2018年12月26日开通。該站共有2個出入口。